# Hildur Ericsson
Hildur Kristina Ericsson i riksdagen kallad Ericsson i Luleå, född Eriksson 14 november 1892 i Luleå, död 15 oktober 1983 i Luleå, var en svensk lärare och riksdagspolitiker (socialdemokrat). 
Hildur Ericsson gick på småskollärarinneseminariet i Öjebyn och tog examen 1911. Hon arbetade därefter som lärare i Edefors och Älvsbytrakten fram till 1918, då hon gifte sig. Hon var ledamot av riksdagens andra kammare 1947–1956, invald i Norrbottens läns valkrets. Hon skrev 13 egna motioner i riksdagen om sociala insatser som hemhjälpsverksamhet, semesterhem för husmödrar